# Светозар Глігорич
Све́тозар Глігорич (серб. Светозар Глигорић, Svetozar Gligorić) (2 лютого 1923, Белград — 14 серпня 2012, Белград) — сербський, раніше югославський шахіст, гросмейстер (1951), один із претендентів на шахову корону, міжнародний арбітр, шаховий літератор і журналіст, музикант. Дванадцятиразовий чемпіон Югославії з шахів, переможець шахової олімпіади 1950 року в складі збірної Югославії.
Шахами почав захоплюватися у віці 13 років. Через два роки став чемпіоном Белграду з шахів. У 1947 році стає чемпіоном країни. Тричі брав участь в турнірах претендентів на шахову корону — у 1953 році(Цюрих, 13 місце з 15), 1959 — 5-6 місце разом із Робертом Фішером, та у 1968 році програв у чвертьфінальному матчі Михайлові Талю(5½:3½). У 47 років узяв участь у «матчі століття» між збірними командами СРСР та усього світу, де на п'ятій дошці програв із рахунком 1½:2½ Юхимові Геллеру. У 1986 році став переможцем меморіалу Чигоріна в Сочі.
Светозар Глігорич був арбітром двох матчів між А. Карповим і Г. Каспаровим(1984 та 1984—1985 рр.). Із раннього дитинства захоплювався музикою, чому й приділяв значну частину часу після завершення ігрової кар'єри. Як шаховий теоретик, вніс певний вклад у Захист Ґрюнфельда. У 2011 році, у віці 88 років, Глігорич випустив свій музичний альбом.
Помер 14 серпня 2012 року у Белграді.

## Зміни рейтингу
| На цьому місці має відображатися графік чи діаграма, однак з технічних причин його відображення наразі вимкнено. Будь ласка, не видаляйте код, який викликає це повідомлення. Розробники вже працюють для того, щоби відновити штатне функціонування цього графіка або діаграми. | |
| | На цьому місці має відображатися графік чи діаграма, однак з технічних причин його відображення наразі вимкнено. Будь ласка, не видаляйте код, який викликає це повідомлення. Розробники вже працюють для того, щоби відновити штатне функціонування цього графіка або діаграми. |